# Lenny (canción de Supergrass)
Lenny es una canción de Supergrass, lanzada como el cuarto sencillo de su álbum debut I Should Coco. Alcanzó el puesto #10 en la UK Singles Chart, manteniéndose en la lista por tres semanas.

## Formatos y lista de canciones
CD
1. "Lenny" (2:42)
2. "Wait for the Sun" (4:09)
3. "Sex!" (2:35)

Disco de vinilo de 7'', edición limitada azul
1. "Lenny" (2:42)
2. "Wait for the Sun" (4:09)